# Zagrody (przystanek kolejowy)
Zagrody – przystanek kolejowy w Korzenicy, w województwie podkarpackim, w Polsce.
Przystanek został oddany do użytku w 1988 roku. 

## Ruch pasażerski
| Rok  | Wymiana pasażerska na dobę |
| ---- | -------------------------- |
| 2017 | 0-9                        |
| 2022 | 0-9                        |
| 2023 | 0-9                        |